# 유타 주의회

유타 주의회(Utah State Legislature)는 미국 유타주의 주 의회이다. 75명의 주 대표로 구성된 유타주 하원과 29명의 의원의 유타주 상원으로 구성된 양원제 기관이다. 두 내각 모두 임기 제한이 없다.
주의회는 주도인 솔트레이크시티에 있는 유타주 의사당에서 소집된다. 2020년에 유권자들은 입법 시작일을 헌법에서 규정한 1월 넷째 월요일에서 주법이 정한 날짜로 변경하는 주 헌법 개정안을 승인했다(필요한 경우 시작일을 더 쉽게 변경할 수 있음). 현행 주법에 따르면 유타 주 의회의 시작일은 연간 45일 회의를 위해 1월 세 번째 월요일 이후 첫 번째 화요일이어야 한다.